# Церква Санта-Софія (Беневенто)

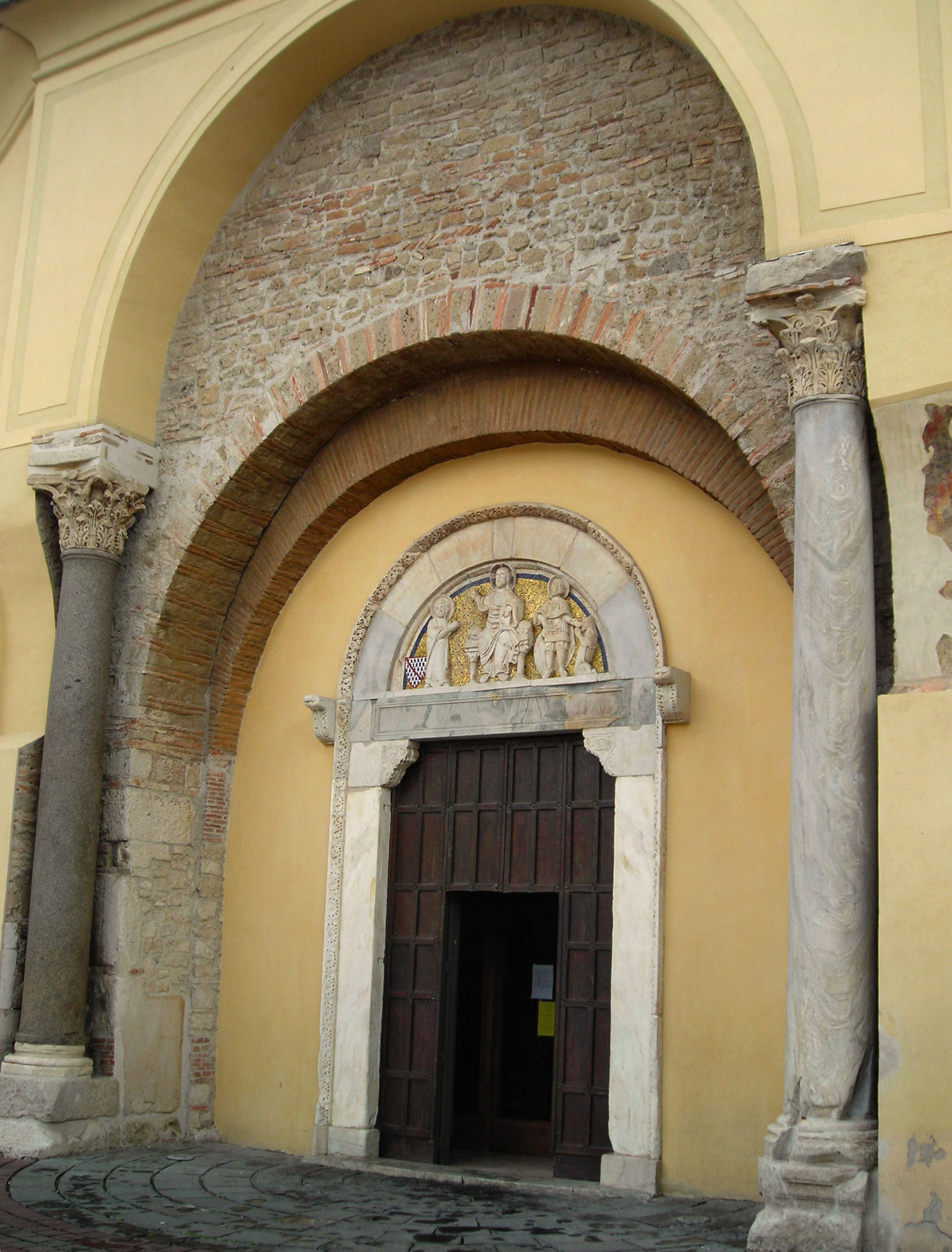
Портал з барельєфом 13 ст.

Церква Санта-Софія у Беневенто, південна Італія, є одним зі збережених прикладів лангобардської архітектури.
У 2011 році вона увійшла до Світової спадщини ЮНЕСКО як частина групи з семи споруд під спільною назвою «Лангобарди в Італії: місця зосередження влади»

## Історія
Церква була заснована лангобардським князем Арехізом II бл. 760 року, що засвідчується численними привілеями, підписаними ним, деякі з яких зберігаються в музеї Самнію неподалік церкви. Будівля наслідувала Палатинську каплицю короля Лангобардів Лютпранда у Павії і після поразки Дезидерія від короля франків Карла I Великого та падіння Лангобардського королівства у північній Італії (774 р.), стала національною церквою Лангобардів, які знайшли притулок у Герцогстві Беневентському. Церква була частиною великої програми Арехіза щодо підтримки його претензій на найвищу владу Лангобардів, після його невдалої спроби отримати титул короля і після перейменування герцогства у князівство.
Арехіз присвятив церкву святій Софії, як і базиліка Агія Софія у Константинополі; він також приєднав бенедиктинський жіночий монастир, який залежав від абатства Монтекассіно та головувала в якому його сестра Гаріперга. У церкву також помістили реліквії Святого Меркурія, покинуті у 633 році поблизу Квінтодечімо східним римським імператором Константом II.
Церква була сильно пошкоджена землетрусами 1688 та 1702 років, які пошкодили оригінальний купол та пізніші середньовічні прибудови. Кардинал Орсіні, майбутній папа Бенедикт XIII, замовив перебудову церкви у барочному стилі. Роботи, розпочаті 1705 року, перетворили поземний план церкви з зіркоподібного у круговий, також було додано дві бокові каплиці та змінено вигляд апсиди, фасаду та колон. Крім того, було практично знищено фрески інтер'єру — сьогодні існують лише декілька фрагментів, що зображують «Розповіді про Христа та Марію».

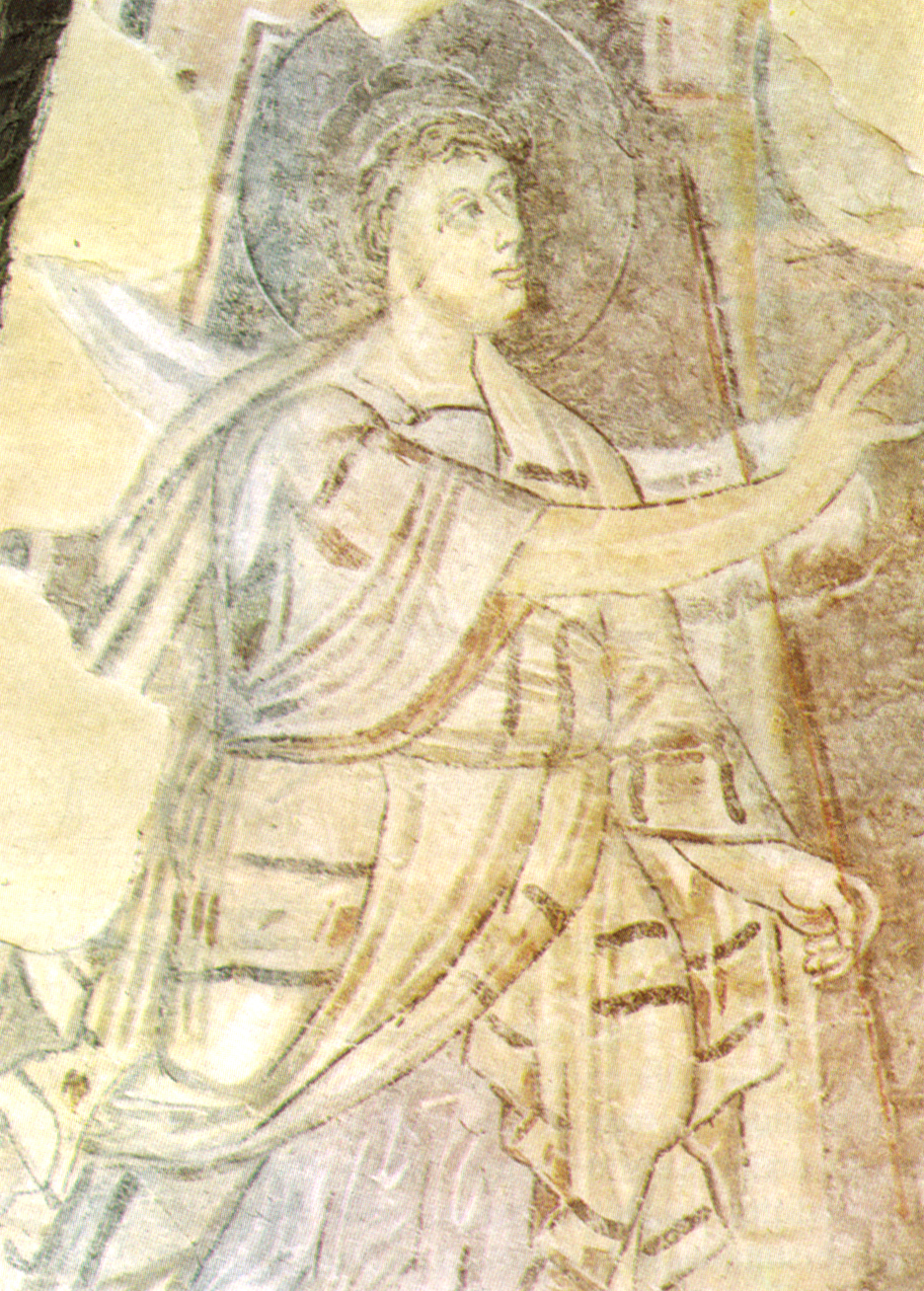
Деталь фрески, що зображує «Благовіщення Захарія».

У 1957 році було відновлено переважну більшість початкового вигляду на основі історичних документів, за винятком барочного фасаду.

## Опис

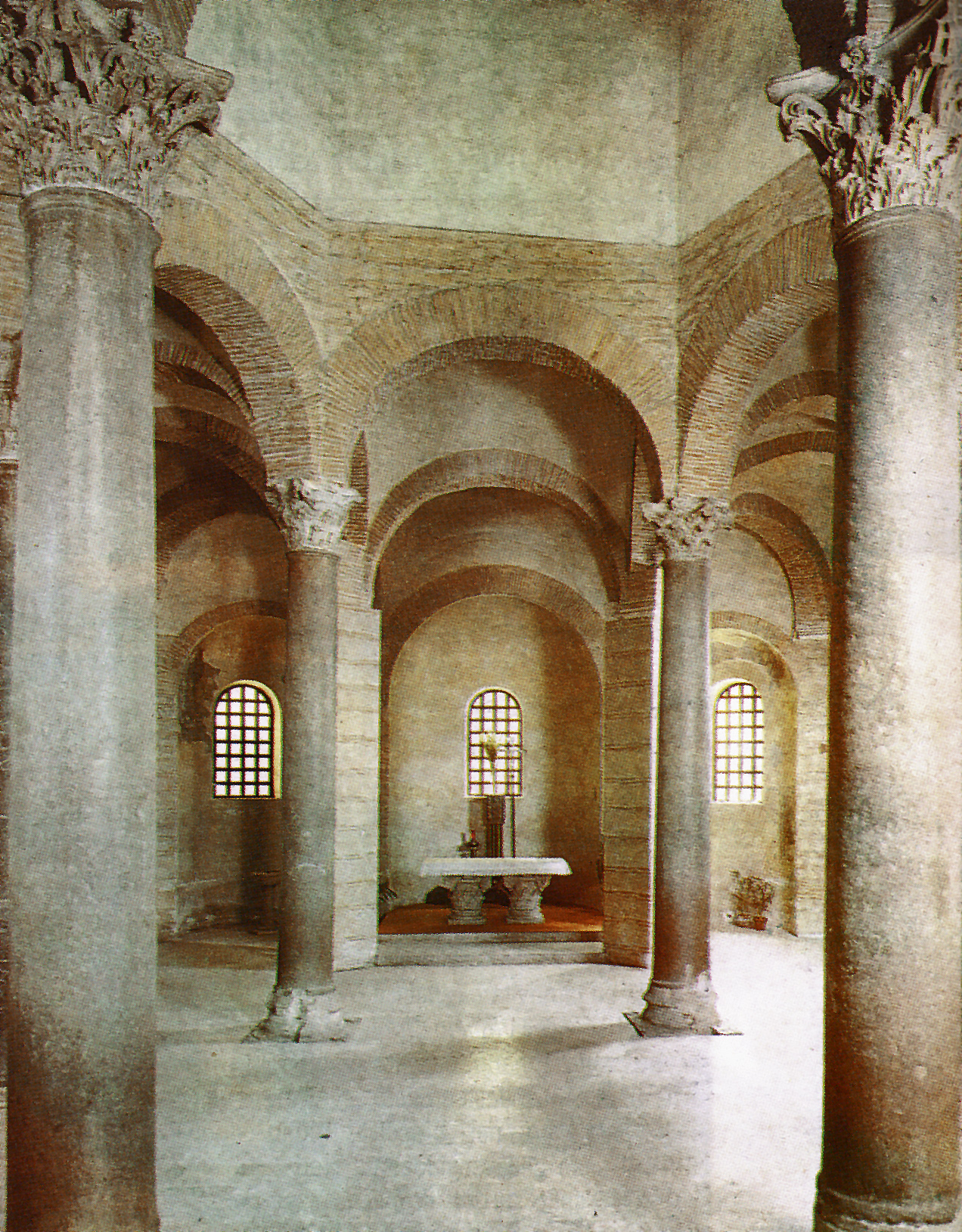
Інтер'єр церкви

В центральному плані церква має діаметр 23,5 метрів та наслідує базиліку Агія Софія у Константинополі. По центру розташовані 6 античних колон, можливо взятих з стародавнього міського храму Ісіди. колони розташовані в кутах шестикутника та поєднані арками, які підтримують купол. Внутрішній шестикутник оточений десятикутником, в кутах якого стоять вісім вапнякових колон та дві колони по боках від входу. Частина з трьома апсидами є круглою, але центральна та передня частини формують частину зірки, перервану порталом, з чотирма нішами по кутах зірки.
Зовні церкви, у фасад 18-го сторіччя включений романський портал, чий люнет має барельєф 13-го сторіччя. Останній колись був частиною prothyrum, пізніше знищеного, і зображує «Христа на троні між Дівою Марією, Св. Меркурієм та абатом Грегорі». По обох боках від порталу розташовані колони, які підтримують іншу арку.
Стилістично відслідковується декілька впливів: видовжена основна частина церкви запозичена з церкви Санта-Марія-ін-Петріка в Павії, а розподіл об'ємів вказує на вплив візантійської архітектури.
Крім деяких сучасних статуй, художні твори всередині церкви включають фрагменти фресок кінця 8 — початку 9-го сторіччя, що збереглися лише в двох бокових апсидах: «Благовіщення Захарія», «Німота Захарія», «Благовіщення Пресвятої Богородиці» та «Зустріч Марії та Єлизавети». Фрески були виконані митцями, яких пов'язують зі школою мініатюри в Беневенто.
Дзвіниця була збудована абатом Грегорі II за правління Пандульфа ІІІ Салернського, про що сказано в написі лангобардським шрифтом, і захищала гробницю Арехіза II. Дзвіниця впала при землетрусі 1688 року та була відбудована 1703 року на іншому місці.
Церква має клуатр 12-го сторіччя, частково збудований з фрагментів старіших будівель. Через клуатр можна пройти до музею Самнію, з секціями давньоримських та середньовічних руїн. До них належать один з двох обелісків, які колись прикрашали храм Ісіди. Інший можна побачити у місті, на центральній площі Папініано (італ. Piazza Papiniano).